# (12790) Cernan
(12790) Cernan est un astéroïde de la ceinture principale.

## Description
(12790) Cernan est un astéroïde de la ceinture principale. Il fut découvert le 24 octobre 1995 à l'observatoire Kleť par l'observatoire Kleť. Il présente une orbite caractérisée par un demi-grand axe de 2,40 UA, une excentricité de 0,08 et une inclinaison de 4,3° par rapport à l'écliptique.

## Compléments